# 1947年中華民國國民大會代表選舉
國民大會第一屆國民大會代表選舉為中華民國的国会议员選舉，全國各地分別於1947年（民國36年）11月21日至23日舉行。中國國民黨主導的國民政府原定该次选举与第一屆立法委員同时在10月进行；但由于国民党、中國青年黨、中國民主社會黨三党协商困难、内战激烈以及交通不便，最终国民大会代表普选略微提前于立法委员普选而在11月首先举行。
對於選舉之舉行，國民政府官方新聞社中央通訊社褒揚其為「中华民国约二亿五千万之选民将凭其自由意志之抉择，选举國民大會代表」，但西方媒體卻報指官方數據僅收回2,000萬張有效选票。對比1912年－1913年（民國元年－民國二年）的第一屆國會眾議院議員選舉，全國人口4億0680萬，参加投票者4,293萬人。1947年中国人口4億6100萬，相比之下被官府登記的選民極多，實際投票者甚少。1947年大選比1912年大選有進步的是女性投票權，中國青年黨主席曾琦夫婦特此向外國駐南京記者誇口「遠較35年前為佳，因一般人民對選舉漸感興趣，而婦女之投票，尤為民國元年所無」。

## 背景

### 民初选举
中華民國早期曾有過數次全國性的國會選舉，此時期的國會制度為包含參議院與眾議院的兩院制國會，其中參議院議員由各省議會間接選舉選出，眾議院議員則由人民按人口數直接选举產生。
- 1912年－1913年（民國元年－民國二年）的第一屆國會議員選舉（參議院與眾議院）
- 1918年（民國七年）的第二屆國會議員選舉（參議院與眾議院；但中國國民黨在南方串聯數省組織護法運動抵制選舉）
- 1921年（民國十年）的第三屆國會議員選舉（僅改選眾議院；後因為戰亂無法集會，至第一次直奉戰爭後恢復第一屆國會，當選人並未就任）

1928年（民國17年）底，中國國民黨主導的國民革命軍北伐完成，國民政府在形式上統一中國。國民政府為由中國國民黨一黨領導的政府，並無常設之國會機關，此時期之選舉主要為選出制定憲法之代表。
- 1931年（民國20年）舉行選舉選出國民會議代表，組織國民會議通過《中华民国训政时期约法》做為國民政府之基本法。
- 1936年（民國20年）舉行選舉選出制憲國民大會代表準備制定正式憲法，但後因為中国抗日战争而延期舉行。制憲國民大會遲至1946年（民國35年）才召開。

### 施行宪法
1946年（民國35年）12月，制憲國民大會所通过之《中華民國憲法》和《憲法實施之準備程序》中规定宪法在1947年（民國36年）12月25日实施,即在此日之前应当选出國民大會代表、立法委員和監察委員以便在行宪之后产生中華民國政府。按照宪法，國民大會代表由直接选举普选選出，國民大會代表人民行使政权，并且有下列职权：（一）选举總統、副總統；（二）罢免总统、副总统；（三）修改宪法；（四）复决立法院所提的憲法修正案。
1947年4月，依据政治协商会议决议，國民政府改组，容纳中國青年黨和中國民主社會黨进入改组后的政府，并开始部署行憲後的國會選舉。此时國民政府成立了「中央選舉總事務所」，负责国民大会代表和立法委员直接选举事务。而中国共产党則因部份政治訴求在政治协商会议中未得到滿足，除了拒絕加入改組後的政府、抵制全國選舉外，並全面發起第二次国共内战。
此时参加改组政府的青年党，民社党为增加本党名额，坚持要求国民党在选举之前开具候选人名单，最后经过一番争吵青年党、民社党索要候选人名额分别为288人、238人，而国民党候选人名额为1758人。两党之名额比例远远超过制宪国民大会时两党代表名额比例。为进一步保证两在野党名额，他们又提出了比例选举法建議，即选民投票选举政党而非候选人，依据政党得票比例分配名额。此办法遭到各省市参议会反对。美国大使司徒雷登批评青、民两党：“为扩大政府基础而纳入政府的两个少数党人员，贪心于争权夺利，超过了许多国民党人士”。
鉴于各党选举前之纠纷，司徒雷登给国务卿的报告说：“鉴于选举有可能危害和谈的效果，他们建议应该延期选举。邵力子说，他已在国府委员会上提倡过这一行动，但被否决了。他说委员长（蒋中正）坚持认为，举行选举是走向宪政的必要步骤”。

## 選務

### 名额分配

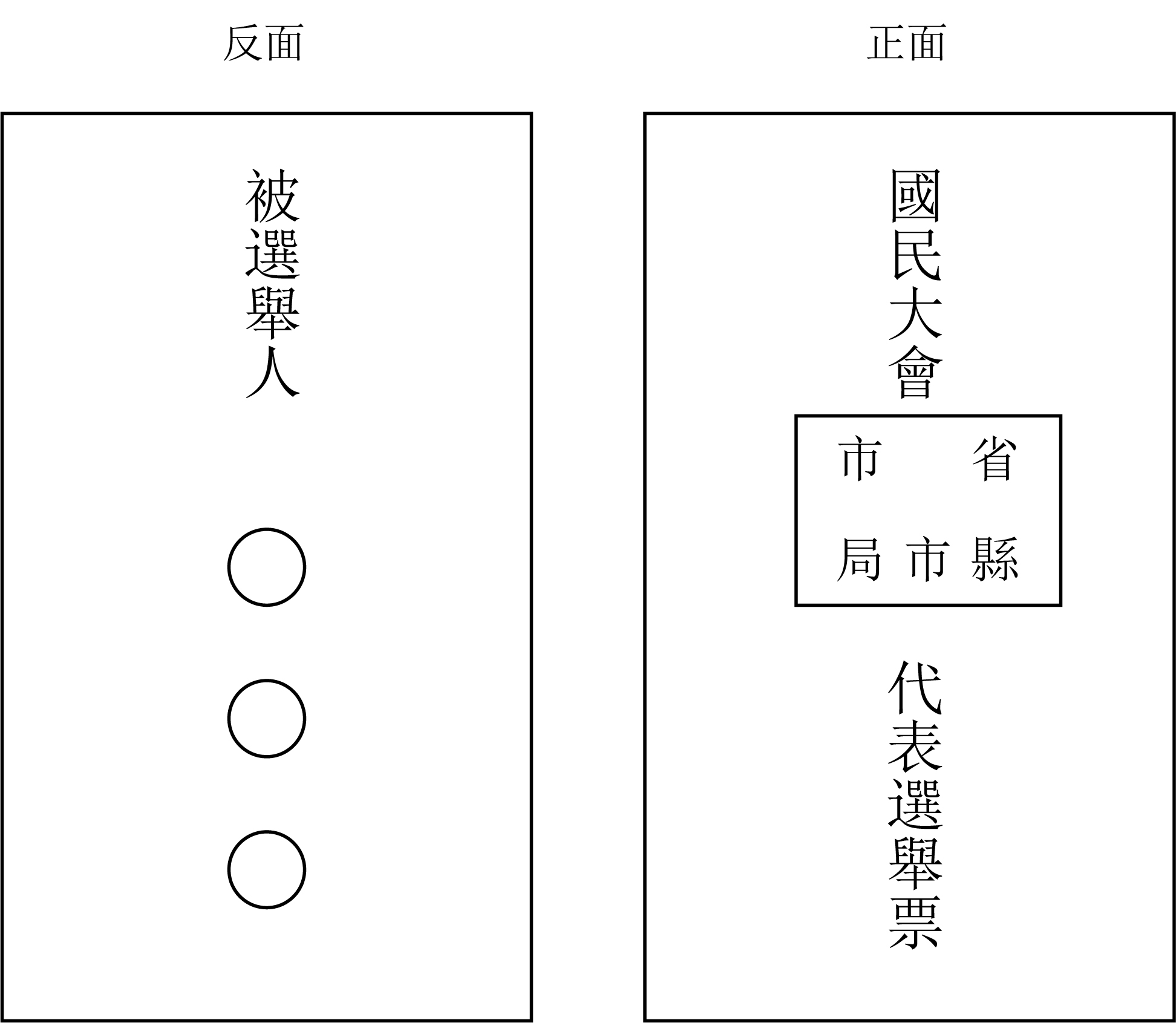
1947年国民大会选举之县市同等区域选票式样

依照《中華民國憲法》第二十六條及《國民大會代表選舉罷免法》（1947年11月17日修訂版）第四條，國民大會代表依下述規定選出：
1. 每縣、市及其同等區域各選出代表一人。但其人口逾五十萬人者，每增加五十萬人，增選代表一名。
2. 蒙古各盟、旗選出者，共五十七名。
3. 西藏選出者，共四十名。
4. 各民族在邊疆地區選出者，共十七名。
5. 僑居國外之國民選出者，共六十五名。按照地理位置将世界各地区划分为总共41区，每区选举代表2-3名。
6. 職業團體選出者，共四百八十七名。
7. 婦女團體選出者，共一百六十八名。
8. 內地生活習慣特殊之國民選出者，共十名[13]。

总共3045名。较为值得注意的是，此次选举遍及海外华侨，在东南亚地区和北美地区的华人聚居区也有选举。

#### 區域代表
- 全國各縣市及其同等區域，共有選舉單位2162個，應選出代表2177名。惟其中四川省之興中、麥桑、農祥，及新疆省之布爾根[14]、七角井、烏河等六設治局，原未列為選舉單位，其應產生之代表，任其缺額，法定總額遂為2171名。嗣以新疆省之七角井、烏河兩設治局，仍請各產生代表一名，經國民政府核准，故又增加2名，共總額為2173名。惟廣西省之南寧、柳州、梧州三市以及金秀設治局，亦以各該單位未能依法成立，所有應選出之代表各1名，應任從缺，並經國民政府核准備案。是各縣市及其同等區域代表實際名額為2169名，辦理結果，計選出2141名。[15]
- 各省區域代表中，江蘇省如皋縣應選出3人，江蘇省江都、無錫、武進、吳縣、南通、東台、阜寧、鹽城、泰縣、銅山縣；浙江省紹興縣；安徽省合肥、宿縣、阜陽縣；湖南省瀏陽、湘潭、湘鄉、岳陽、常德、衡陽、耒陽、邵陽縣；廣東省台山、中山、南海縣；四川省富順、仁壽、簡陽、涪陵縣；台灣省台中、台南縣共計31縣應選出2人，餘區域各縣市均選出1人

### 候选人产生
依据《國民大會代表選舉罷免法》，候选人应以以下两种方式产生：
1. 政党提名推荐。
2. 自行争取500选民联署推荐(对于海外华侨则为200以上联署)。

## 選舉经过

### 选举概况
| 代表类别               | 代表类别               | 法定名額 | 選出人數 | 未選出人數 | 其中婦女人數 | 備註                                       |
| ---------------------- | ---------------------- | -------- | -------- | ---------- | ------------ | ------------------------------------------ |
| 縣、市、及同等區域     | 縣、市、及同等區域     | 2,177    | 2,141    | 36         | 40           |                                            |
| 蒙古各盟旗             | 蒙古各盟旗             | 57       | 57       | 0          | 6            | 外蒙古已獨立，選舉僅及於內蒙古等地蒙古盟旗 |
| 西藏                   | 西藏                   | 40       | 39       | 1          | 3            | 包含西藏地方、其他藏區以及居住於內地之藏族 |
| 邊疆地區各民族         | 邊疆地區各民族         | 34       | 34       | 0          | 2            | 包含土著民族與滿族                         |
| 僑民                   | 僑民                   | 65       | 22       | 43         | 1            | 海外華僑華人                               |
| 職業團體               | 地方性                 | 216      | 216      | 0          | 24           |                                            |
| 職業團體               | 全國性                 | 271      | 268      | 3          | 50           |                                            |
| 婦女團體               | 地方性                 | 148      | 147      | 1          | 147          |                                            |
| 婦女團體               | 全國性                 | 20       | 20       | 0          | 20           |                                            |
| 內地生活習慣特殊之國民 | 內地生活習慣特殊之國民 | 17       | 17       | 0          | 0            | 居住於內地之回族                           |
| 總計                   | 總計                   | 3,045    | 2,961    | 84         | 293          |                                            |

### 投票率
1947年中国人口46,100萬（4.61億），官方公佈收回2,000萬張有效选票，第三方觀察員指實際投票者不足1,000萬。對比民國元年的1912年12月中華民國眾議院大選，全國人口40,680萬，投票者4,293萬人。1947年比1912年大選有進步的是女性投票權，中国青年党主席曾琦夫婦特此向外國駐南京記者誇口「遠較35年前（1912年）為佳，因一般人民對選舉漸感興趣，而婦女之投票，尤為民國元年所無」。
1947年11月21日-23日，国民大会代表人民直接选举如期举行。全国各省，除东北北部由中共完全占领之几省无法选举外，其余各省均有投票点；全国各大城市，除中共控制下的哈尔滨、齐齐哈尔，和苏联控制下的旅順、大連未能举行选举外，绝大部分城市和县市级城镇均设有投票点；全国各地，尤其在国共内战尚未波及的省份例如黔滇川湘浙闽及台湾等地，选举较为彻底，而在国共内战激烈进行的省份，例如鲁陕及东北，选举仅在大中城市和国军控制下的县镇举行，据国民政府表示，“鉴于目前国军推进缓慢，约有700-800个选举区暂时无法选举”。
全国各地，分别在城市街道和乡镇各处设立投票所，“约有3亿选民，凭他们的自由意志，慎重遴选了他们所信任的国大代表和立法委员。在全国47省、市及蒙古18盟旗、西藏区和国内各职业、妇女团体，普遍举行国代和立委的选举，是中国普选的创始，也是民国成立36年以后，全国有选举权的民众自由运用其神圣的选举权，以实践宪政大业的起步之程” 。
在大城市，投票率高达50%，但小城镇和广大农村，投票率较低。例如广东省注册选民15,351,811人，广州市注册选民约70万，广州市参加投票者35万多人，投票率超过50%。
海外华侨参加选举受到居住国法律限制，因此各国华侨选举情况不尽一致。在美国因持绿卡华侨仍具有中国国籍，故选举较为顺利，但英国及其东南亚殖民地因华侨之英国国籍问题和自治领相关法律问题，选举不太顺利。最终65个华侨代表名额中仅选出22人，此问题在1948年立法委员选举时同样存在。

### 内战波及省份选举
因东北北部几省（兴安，黑龍江，合江）为中共解放区，国民政府只在临近省份设投票点，组织该省流民选举。山东省，陕西省，辽北省为内战激烈区域，选举仅在国军控制下的县市举行。
山东省共有110个县市（时青岛单列为特别市），因内战正酣，其中44个县市完全被中共控制无法选举，只能办理“沦陷区流亡选民登记选举”，其情况列表如下：

### 选举秩序情况

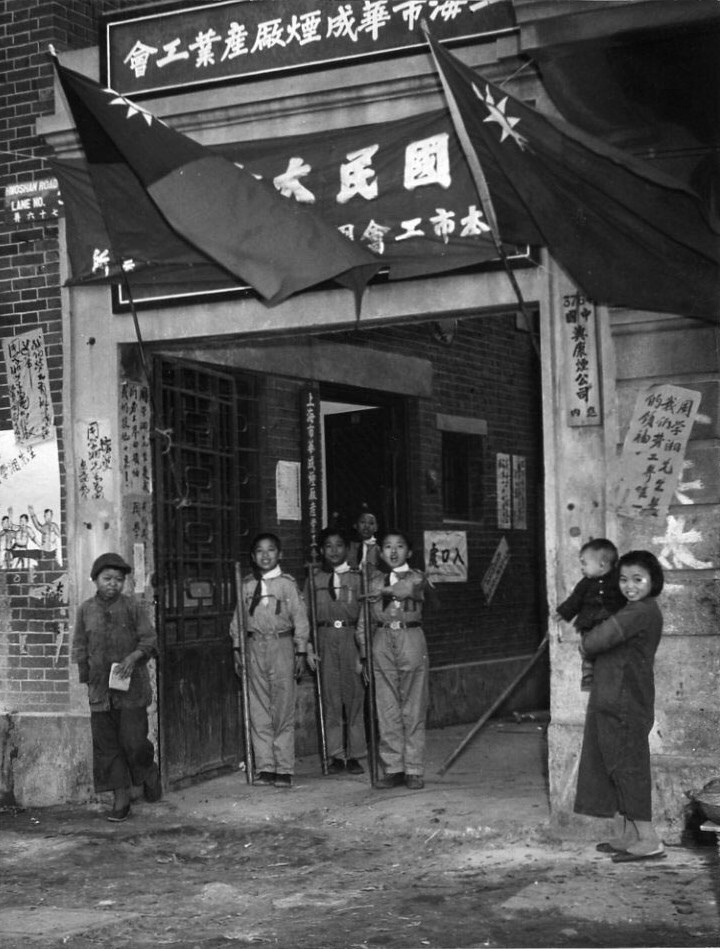
1948年（民国37年）位于上海的华成煙厂产业工会投票处门口的童子军

在几个大城市内，投票秩序良好，但中小城镇选举舞弊现象层出不穷。如《正言报》11月29日报道，“此次大选舞弊之真相，揭露操纵把持以及偷天换日之丑态，不一而足，前后信件五百余起。”
此次选举采取单记非让渡投票制（Single Non-Transferable Vote，简称SNTV），即选票空白，选民必须亲笔书写被选举人姓名，文盲要请人代书。这种办法不仅容易舞弊，而且错写的废票极多；又因当时身份证件尚不完善，仅凭选举权证领取选票，故冒名顶替现象也不胜枚举。国民政府之行政院新闻局曝光了本次选举的诸多问题，“本届选举之最大弊端，为少数不法之徒，竟利用此种漏洞，事前大量搜集选举权证，甚至区镇公所或选举团体负责人径将选举权证扣留不发，待投票时利用中小学生，轮流投票”，“此种情形以第一日（11月21日）妇女选举时最为普遍，当日大行宫、大瓦巷、中华路等投票所几全为市立第一第二女中学生包办”。
初次选举也出现了在野党向执政党索要选票的现象，民社党和青年党等反对党，坚持要求国民党务必保证其能有若干名额得选。而国民党内部也出现了政党提名候选人落选，而自行争得选民联署提名的候选人得选现象。国民党中央党部为兑现给青年党、民社党的承诺，竟以国务会议提案方式，通过一个补充规定，强行要求得选的国民党代表把名额让给落选的民社党、青年党候补代表；并严令国民党党员，非经本党提名自行参选者一律将名额让给政党提名者。
1. 凡中国国民党、青年党、民主社会党党员参加国大代表及立法委员竞选者，均须由各所属政党提名。
2. 用选民签署手续登记提名者，以无党派者为限。

这种违宪做法立即遭到得选代表的反对。连国民党副总裁孙科不得不表示“补充规定对当选之国代当然无约束力，因此本人认为，现在既然事已如此，诸位恐怕除了依法律起诉外，并无他法”。此事一直延续到行宪国民大会，最终以承认选举代表资格有效而结束。

## 媒体观察与评论

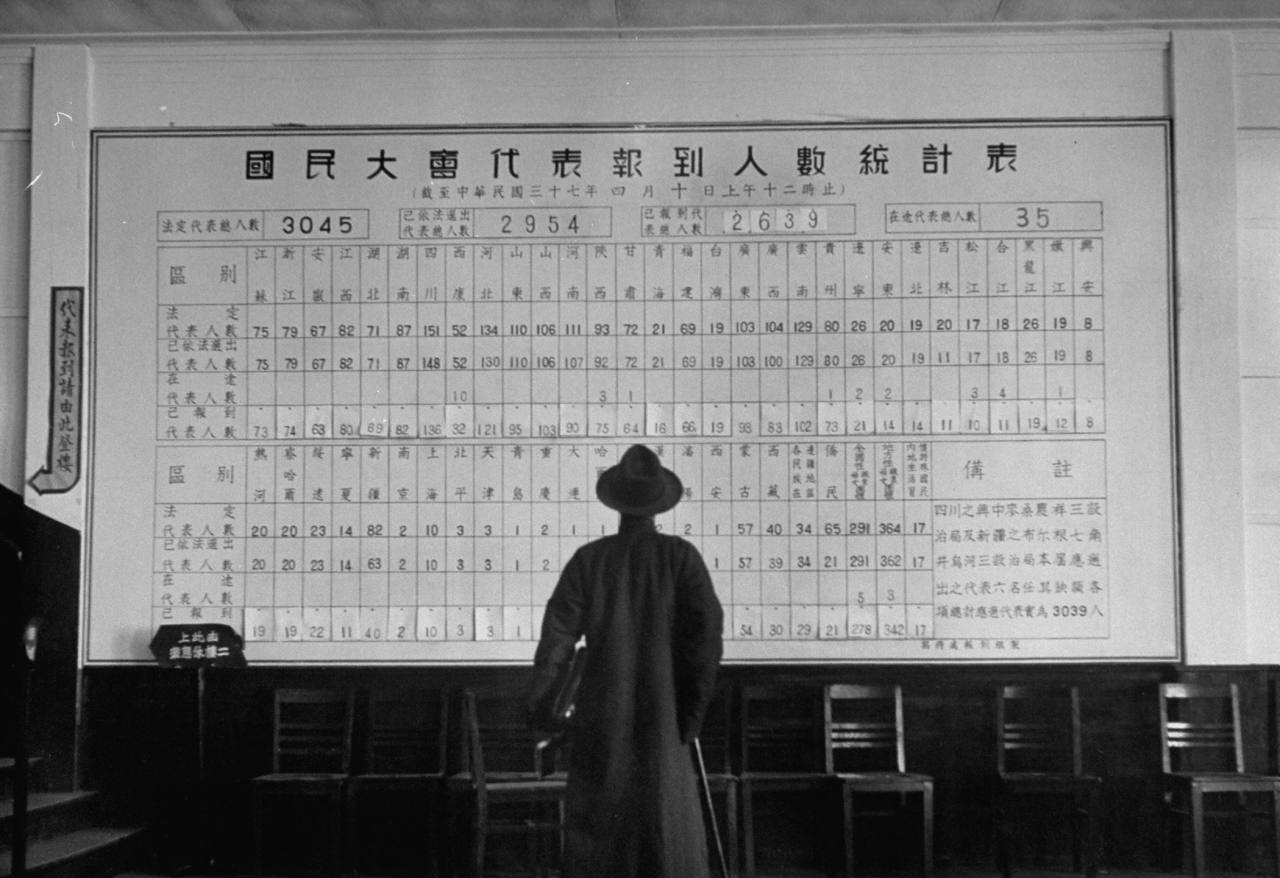
1948年南京新街口国民大会代表报到处统计表

迄11月23日，各地大选顺利完成，经过情形良好。时上海、南京、重慶、天津、西安、瀋陽等全國各大城市媒体集中报道了此次选举的全过程，美国驻华大使司徒雷登也亲自观看了选举过程，并评价说：“以美国人眼光看中国大选，难免有不能尽如人意之处。但此事之教育价值，实无法估计。中国经此一开端，即正式步入民主大道，对于国家之民主建设，必当发生至佳之影响”。
对于首次普选而伴随产生的选举舞弊，媒体大量予以曝光。例如大公报在选举结束次日即曝光上海北四川路第一投票所有雇佣文盲投票之事。民社党领袖张君劢也批评“扣留选票，涂改选票违法事，不胜枚举，此实盗窃民主”。也有媒体严辞批驳青年党，民社党向国民党讨要选票行为，称“他们把这次普选看作‘配给’，而不把它当作竞选。这点是致命的错误” 尽管大量选举舞弊曝光，但选举仍得到媒体的广泛赞誉。例如大公报称，“一般对于这次选举的观感，总认为一般选民不够热心，这可说是我们的经验还少，同时也因为这选举甚安全，毫无危险性，所以不必惊慌。”
11月21日，纽约时报报道了选举准备的情形。据报道，登记选民1.65亿，然而由于国共内战和边疆不稳等因素，实际投票会大受影响；另有外国政府对中国组织海外华侨参加选举表示抗议，认为这种海外选举干涉该国内政，故此海外华侨代表数量大为缩减。选举开始当日，各大城市童子军在街上游行呐喊，呼吁选民不要放弃选举机会。
1947年11月22日，芝加哥论坛报报道了中国大选开始的情形，“蒋中正先生表达了通过有史以来第一次国会代表大选而在中国建立可靠和持久的民主制度的希望。”“然而政府如何向全国2.5亿文盲解释大选的原则和目的实在是噩梦一场”“蒋夫人美龄在南京一处学校参加投票，人群涌动争相观看”。据该报纸报道，在三天的投票时间里，人民倾向于在最后一天参加投票。选举中发现了若干舞弊现象。
11月24日纽约时报报道了选举实况，报道称：“国民党宣传部认为，虽然人们对此次选举的热情仍然与预期地相去甚远，但他们坚信民主化的步伐迟早要走。他们说，如果中国能在50年内实现真正民主，我们也就心满意足了”。报道还称，国民政府行政院长张群在写票时遇到市民偷窥，他立即转身演讲，告诉他们不记名投票的重要意义。国民政府主席蒋中正投票选举金陵大学校长陈裕光，陈是独立候选人。
与国内选举同时进行的是海外华侨选举自己的国民大会代表。芝加哥唐人街的华侨们参加投票的情形被芝加哥论坛报报道，“芝加哥的华人们同八百万海外侨胞一起参加了国民大会代表选举，据中国驻芝加哥总领馆统计，在美国中西部选区共收到选票4,000张。海外华人参加选举不仅要作为选举人，而且也作为被选举人占据国民大会3,045个席位中的65个席位（其中美国6位）。”
11月25日，洛杉矶时报报道了六位拥有美国绿卡的华人被旅美华侨选为国民大会代表，一位是女性叫Won Yan Chun（周蔡鳳有）, 在三藩当地华人医院担任院长，还有几位分别居住在美国东部和中西部。
六十年后，南方周末等媒体评论此次选举时，做出了如下评价：
大选前夕，全国各地党派及职、妇团体候选人，都能本着民主精神，开明的政见，秉持为社会及地方谋福利的责任和诺言，以合法手段，投入热烈的竞选运动。到处都是竞选人向其选民标示的“请赐一票”的文明、和平的吁求。西安选区投票时，选民大喊：“不选主张面粉涨价的！”这就跟近年西方选民不选主张加税的总统候选人的投票趋向和权利意识相近似；足以说明民主政治一旦实行，人民就会学习以选票来维护其切身利益，其公民意识也就随之而滋长、建立起来。

## 選舉結果
因該次代表選舉較為複雜，如下列各種情形，所以對於當選之代表尚無準確的統計：
- 代表投票後開票前病逝（如湖北省雲夢縣代表丁錚域於開票前病逝）；
- 當選後逝世（如安徽省含山縣代表過效六在國大開始報到的前三天遇刺身亡、松江省安圖縣代表於國大開會時自殺，由吳騫遞補）；
- 當選後拒絕出席
- 當選後退讓（包括報到出席第一次會議後即辭職，其候補代表遞補後又報到出席第一次會議）；
- 當選後犯案被註銷名籍（如西康省普格設治局代表吳永清赴南京開會途中因夾帶大煙在西昌被查獲，由李世忠遞補）；
- 雙胞案；
- 訴訟案導致選舉事務所未公佈當選名單；
- 訴訟案或政黨退讓、計票錯誤、政策解釋等原因導致選舉事務所多次公佈當選名單

第一屆國民大會實錄中所述，民國37年4月30日為止，全國已選出之代表為2961人，已報到者為2859人，大會閉會後仍有報到者，總計報到代表為2878人。但報到代表中有同一單位前後兩位代表報到（非雙胞案），如四川省灌縣代表任覺五出席國民大會後，辭去代表職，由趙鶴琴遞補為國大代表，趙鶴琴遞補後曾報到第一次會議，列報到順序最後一名。諸如此類資料闕如處，亦令人扼腕。

## 選後糾紛
國民大會代表選舉揭曉後，中國青年黨、中國民主社會黨僅分別當選76席與68席。兩黨抱怨當選名額太少，便向國民黨抗議，聲言將拒絕出席國民大會，並退出政府運作。國民黨自身也甚感棘手，原因是黨中央提名的候選人中有多人落選，而不少依選舉罷免法自行徵集選民聯署而取得競選資格的黨員卻告當選。
由於國民黨中央常委會曾於選前的8月18日制訂《指導本黨同志競選實施辦法》，規定國民黨員參加競選，必須由中央黨部提名。黨中央也曾通知各地選舉事務所及各省縣黨部，要求各地發動國民黨員、三青團員全力支持黨提名候選人，如不聽命即開除黨籍。9月13日，蔣中正也在《四中全會之成就與本黨今後應有之努力》一文中對全體黨員提出相同內容的公開訓示。
召開國民大會，實行憲政是本黨一貫奮鬥的目標，各位同志自願為實現此一目標而努力，現在不必細說。今天所要提到的是國民大會代表選舉的問題，我覺得我們這次選舉代表，必須信守下列三個方針：
1. 黨員參加競選，必須由黨提名，絕對禁止自由競選；任何黨員如不聽命令，自由競選，黨部即開除其黨籍。
2. 必須選賢與能；凡本黨所提之候選人，必須其人格道德和能力學識，均足以為人民的代表，且為眾望所歸的人物，青年同志最好不要參加競選。黨部尤不可以選舉為迎合青年心理的手段，使他們放棄本身基本的工作，而走上政客的道路。
3. 選舉必先推社會賢達與友黨提名的人士而後及於本黨黨員，這一點特別重要。凡同一地區有道德、學問、能力、聲望相等之二人，一為黨員，一為社會賢達或友黨人士，則本黨提名時寧提社會賢達而不提黨員。我們要建立真正的民主政治，必須盡量設法，使社會賢達多有參加政治的機會，使他們與本黨共同擔負建國的責任。我常想，這次國民代表選舉的結果，如果本黨同志只佔半數，則可以說是我們的成功。若是超過半數甚遠，甚至佔百分之八十或九十，則是本黨的失敗，而非建國的成功。

對於這種失控的選舉結果，國民黨中央黨部下令，凡未經中央提名的國民黨當選者，應將當選資格「自願讓給」國民黨中央提名而未當選者，並要各級選舉事務所通知未提名而當選者的當選資格無效。這種違反憲法的決定在全國國民黨員中引起了一片反對聲，由此出現「圈定」代表與「簽署」代表之爭。
原定1947年12月25日召開的第一屆國民大會，因選舉中的麻煩延期至1948年3月29日才得以舉行。上述兩種「圈定」代表與「簽署」代表一起向大會報到，報到處出現了混亂。簽署代表成立了「簽署當選代表團」要求依憲法獲得當選資格，並進行各種抗議行動。國民黨中央負責選舉的吳鐵城、陳立夫、谷正綱、張勵生等天天被包圍質問，部分代表並向首都高等法院控告谷、張違反憲法。蔣介石親自出馬分別向「圈定」代表和「簽署」代表疏通，亦不能奏效。直到最後，宣布簽署當選者為有效，圈定而落選者另以其他方法安排，糾紛才告平息。

## 相關選舉
1947年《中華民國憲法》施行後，中央民意機關除了國民大會之外，還有立法院與監察院。該兩機關也在本次選舉後辦理了第一屆選舉，見1948年中華民國立法委員選舉（第一屆立法委員選舉）與1947年－1948年中華民國監察委員選舉（第一屆監察委員選舉）。
第一屆國民大會選舉結束後不久即因第二次国共内战而型成兩岸分治。後中華民國政府在自由地區所辦理的1969年中華民國國民大會代表選舉（第一屆國民大會代表增補選）與1991年中華民國國民大會代表選舉（第二屆國民大會代表選舉）均可視為本次選舉的後續選舉。

## 图片

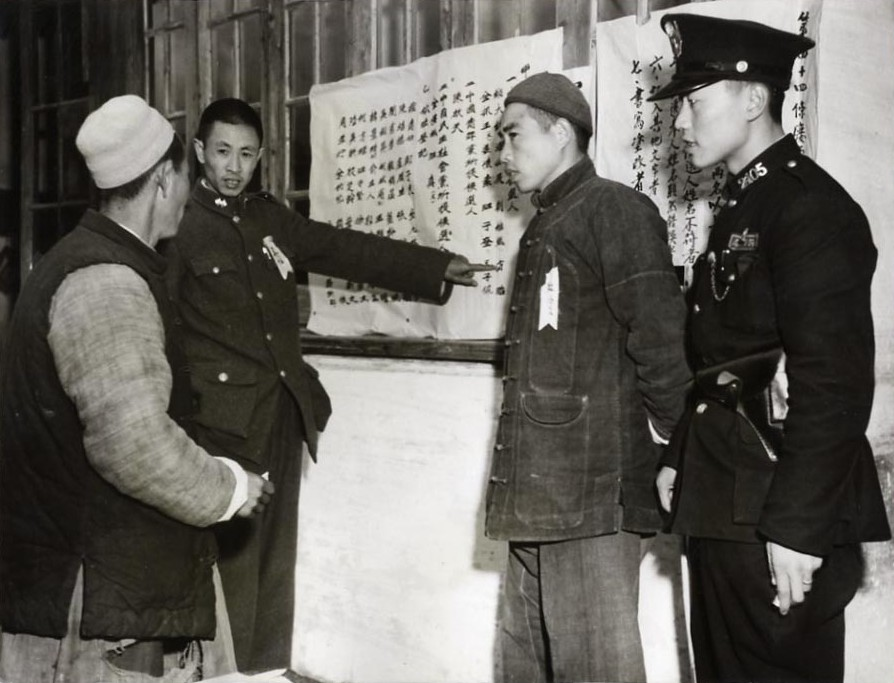
政府官员正向民众解释投票规则
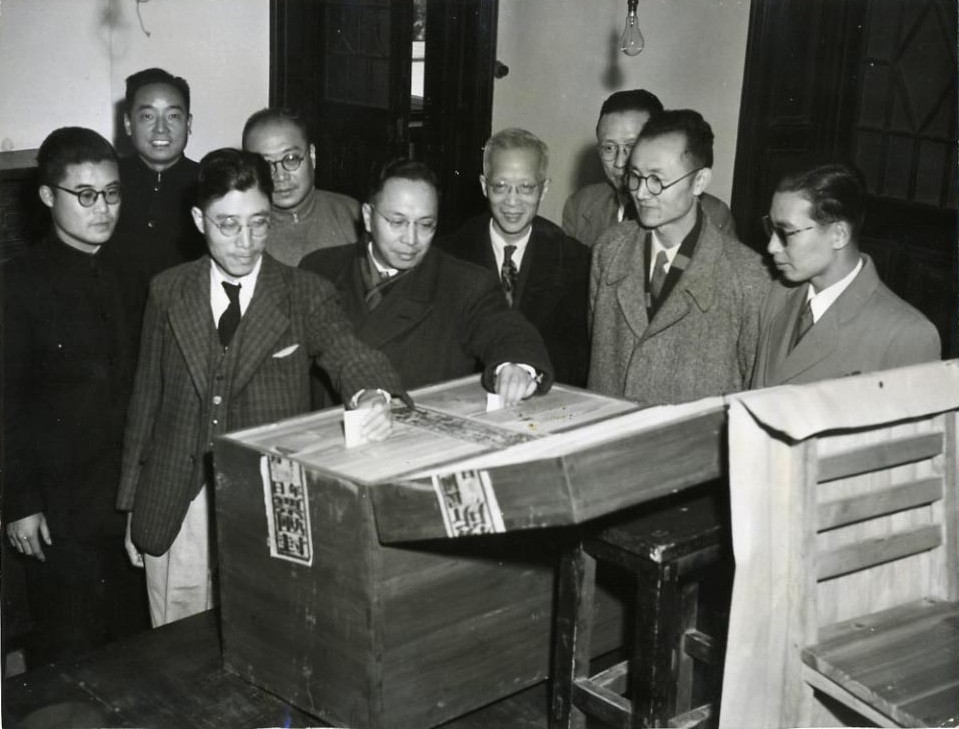
一群上海交通大学的教授正在进行投票
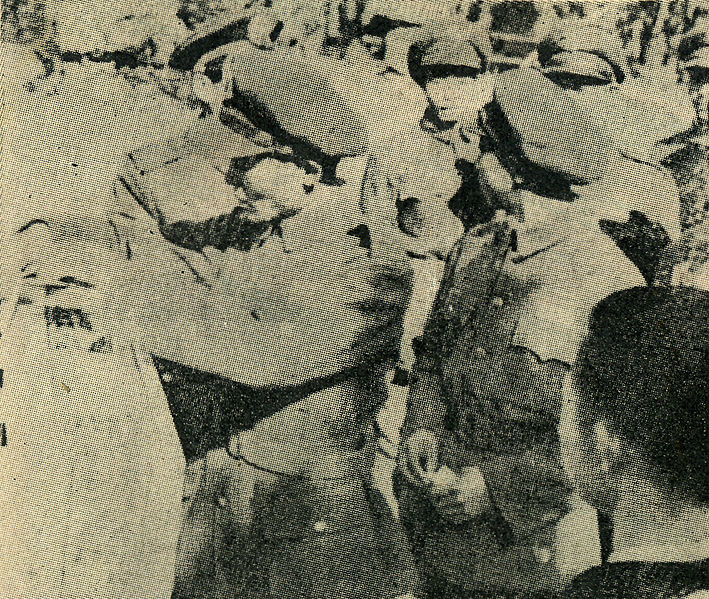
南京市中國国军官兵投票
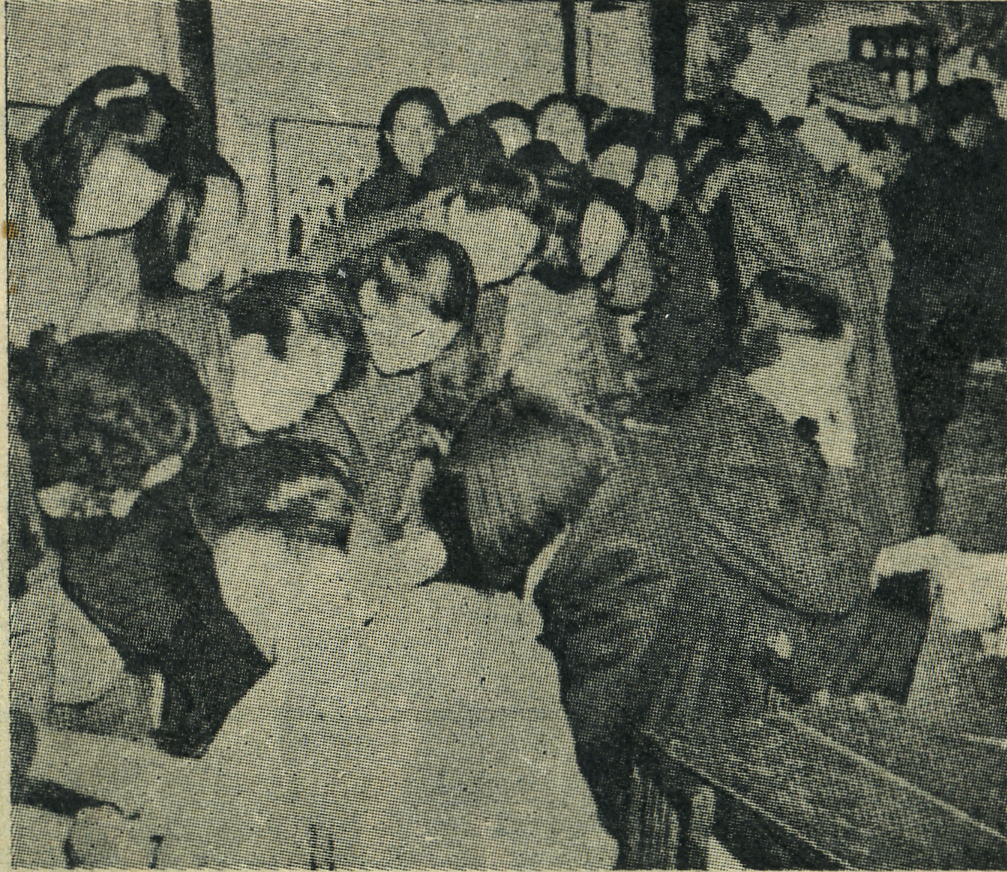
市民踊跃投票时的情景，这是中国有史以来第一次国会议员直选
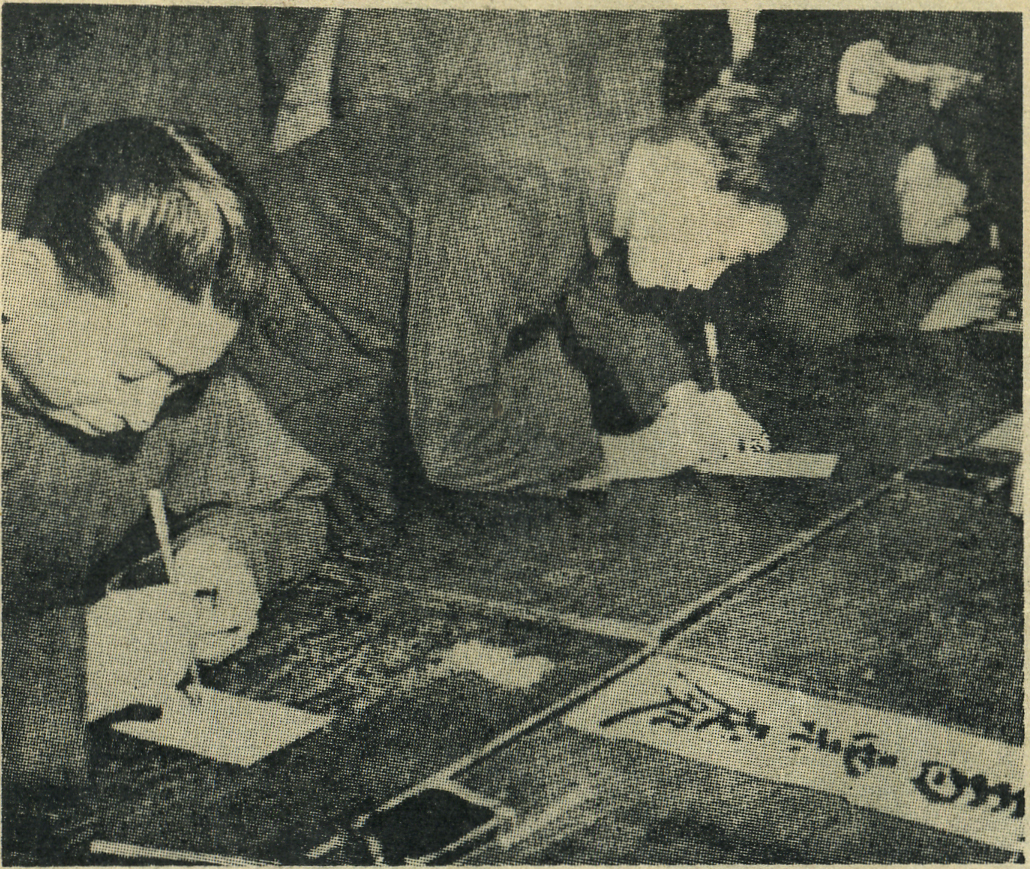
普通市民投票
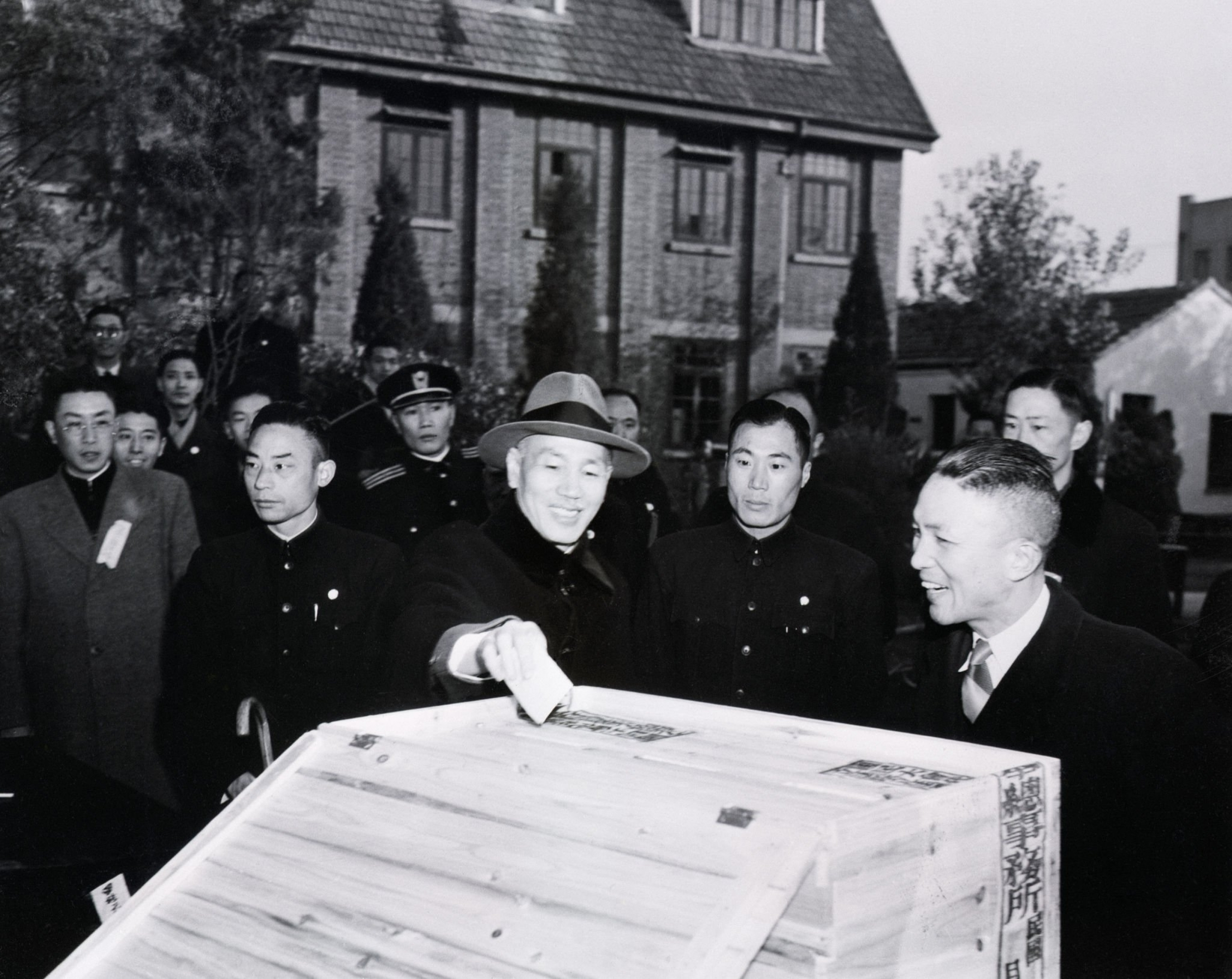
蒋中正以普通国民身份投票，票选陈裕光
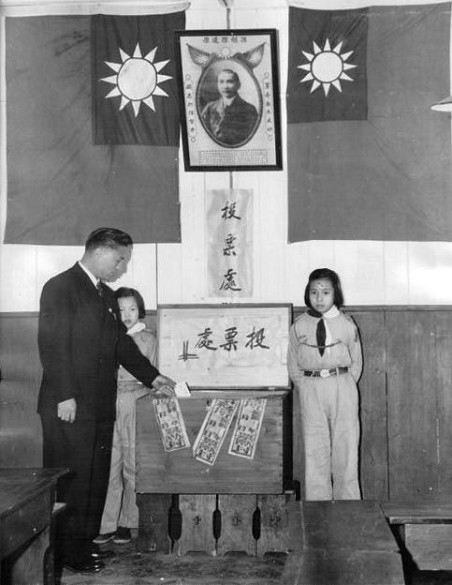
投票时国父遺像左侧的中國国民党黨旗已被撤下，换上了中華民國国旗，标志着训政结束
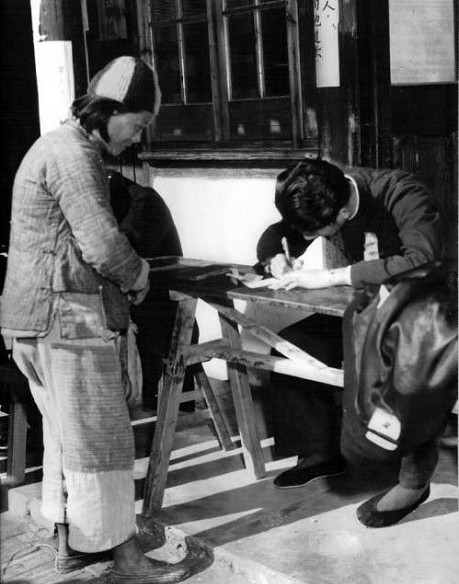
农村妇女也获得了选举权
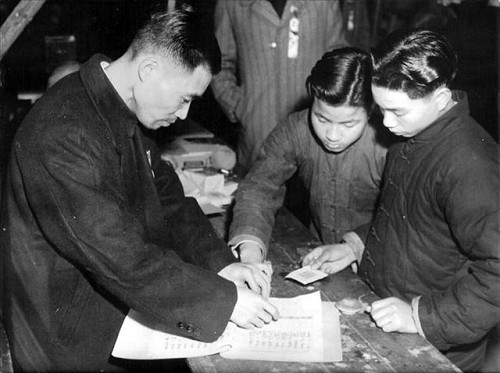
选民登记
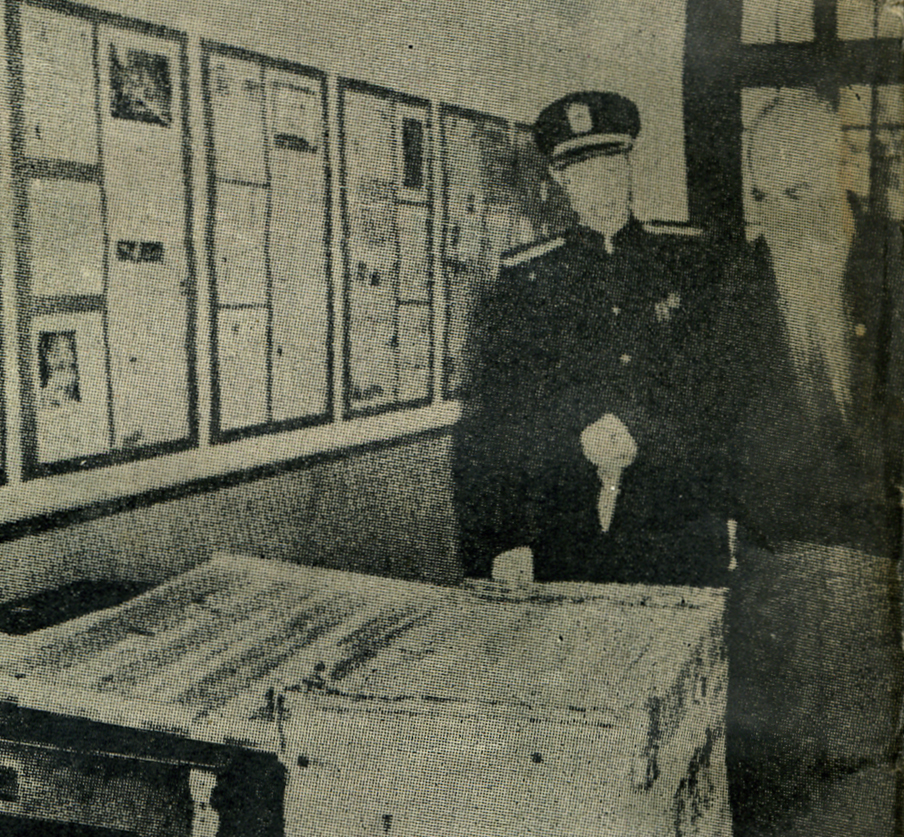
時任监察院院长于右任投票
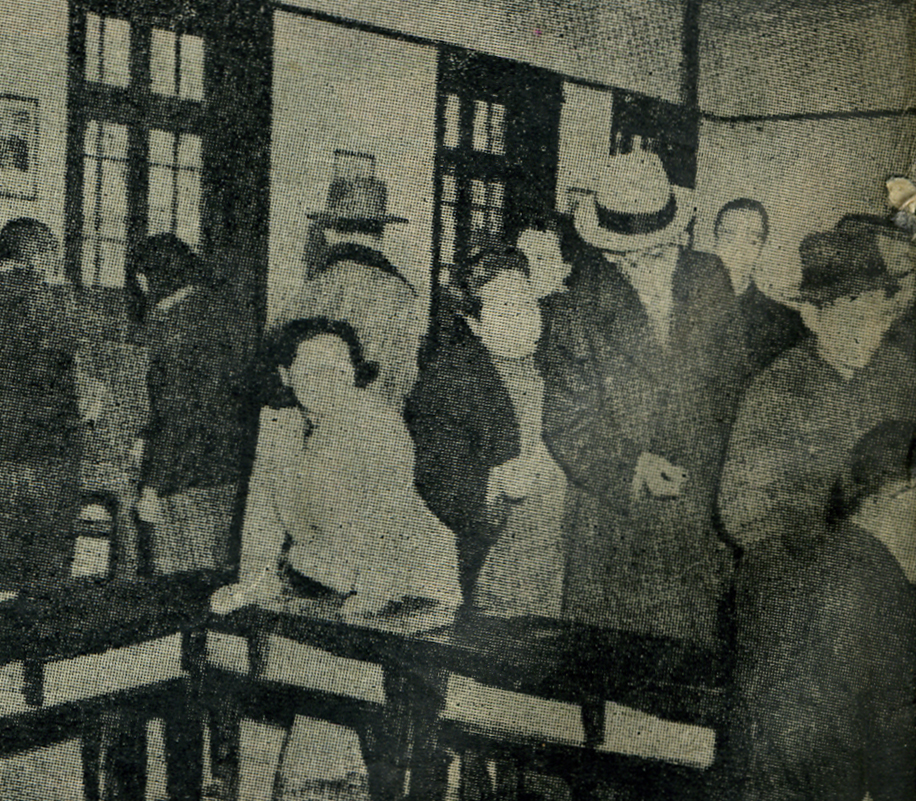
時任中國國民黨中央執行委員會秘書長吴铁城与南京市民一起排队投票

## 外部連結
- 中華民國立法院（页面存档备份，存于）
- 立法院國會圖書館（页面存档备份，存于）